# Dusty Mancinelli
Dusty Mancinelli és un cineasta independent canadenc de Toronto, Ontario, Canadà. Diverses de les seves pel·lícules s'han projectat al Festival Internacional de Cinema de Toronto (TIFF) i altres festivals de cinema notables arreu del món, guanyant nombrosos premis. Des del 2017, col·labora amb Madeleine Sims-Fewer. El seu primer llargmetratge Violation es va projectar al Festival Internacional de Cinema de Toronto de 2020 i al Festival de Cinema de Sundance de 2021.

## Carrera
Mancinelli es va graduar a la York University a Toronto. Després de graduar-se, Mancinelli va treballar durant cinc anys amb el cineasta canadenc Deepa Mehta del 2007 al 2011. Mancinelli va treballar als llargmetratges de Mehta Heaven on Earth i Midnight's Children. El 2016, Mehta va nomenar Mancinelli com a director canadenc emergent per veure'l.
Mancinelli i el seu soci Harry Cherniak van fundar la companyia cinematogràfica Inflo Films a Toronto mentre es trobaven a York. El seu primer curt Death to Charlie es va estrenar el 2006. El 2007, van produir el seu segon curtmetratge P.U.R.E., una fantasia de ciència-ficció sobre "Particularly Uncommon Rain Events" que va guanyar diversos premis i es va presentar en diversos festivals de cinema, com ara Cinéfest Sudbury, Whistler i el Washington DC Independent Film Festival. L'any 2009, Mancinelli va dirigir el curtmetratge "Soap", que es va seleccionar per al TIFF. Soap, sobre l'encobriment d'un cònjuge infidel de la mort sobtada del seu "boy toy" després de lliscar amb una pastilla de sabó, es va revisar com a "fórmula" i la seva configuració dels anys 80 només com "un truc". El seu següent curt, Pathways, també es va mostrar al TIFF l'any 2011. Sobre un noi que viu una experiència que li canvia la vida quan descobreix un home inconscient amb una pistola i un maletí al bosc, va revelar Mancinelli en una entrevista, que s'identificava amb el nen, compartint experiències d'haver estat assetjat quan era nen. El seu proper curtmetratge, Broken Heart Syndrome, un drama/comèdia, estrenat al TIFF el 2012. Després d'una ruptura traumàtica, un home és diagnosticat amb la rara i potencialment mortal síndrome del cor trencat i ha de trobar desesperadament una cura. La seva inspiració va sorgir després que a Mancinelli se li trenqués el cort i aprengués sobre l'estat actual. El seu següent curtmetratge Winter Hymns, estrenat al Festival de Cinema de Vancouver, va guanyar el premi Golden Egg a la direcció al Festival Internacional de Cinema de Reykjavik 2015. Fou seleccionat pel Slamdance Film Festival, on va guanyar el premi del jurat al curt narratiu, qualificant per a la consideració de l'Acadèmia. El 2016, Mancinelli i Cherniak va produir The Big Crunch sobre la crisi existencial d'un jove, finançat parcialment pel programa de subvencions per a pel·lícules BravoFACT. La pel·lícula, descrita com una "barreja de música, efectes especials, veu en off i interpretació en pantalla" va fer el seu debut al Festival de Cinema Atlàntic de 2016 a Halifax, seguit de projeccions al Festival Internacional de Cinema d'Edmonton. Mancinelli també va escriure el guió de Little Kings, produït per Cherniak.

### Col·laboracions de Mancinelli i Sims-Fewer
El 2015, Mancinelli va conèixer Madeleine Sims-Fewer al TIFF Talent Lab de 2015. Des del 2017, la parella ha codirigit diversos curtmetratges a la seva empresa conjunta DM Films. Les seves pel·lícules s'han projectat al TIFF, al BFI London Film Festival, al Festival Internacional de Cinema de Vancouver, al Festival Internacional de Cinema de Moscou, al Festival de Cinema de Telluride i al Slamdance Film Festival, entre d'altres. La seva primera col·laboració, Slap Happy, sobre una relació tempestuosa, va ser una selecció oficial al BFI London Film Festival, Vancouver i Slamdance. El crític Ben Robins el va nomenar un dels millors curts. pel·lícules al Festival BFI, descrivint-lo com "com un Blue Valentine una mica menys retocat, amb un sentit de l'humor molt més retorçat". La seva segona col·laboració va ser Woman in Stall, un "thriller claustrofòbic" sobre una trobada en un bany públic entre un home i una dona atrapats en un cubicle. Va guanyar el Gran Premi del Jurat de Curtmetratges al Festival Slamdance. Chubby, la seva tercera col·laboració, es va mostrar al Festival de Cinema de Telluride 2019. Un estudi sobre l'experiència d'un nen de 10 anys amb abús sexual, es va descriure com a "esfereidor" i "es quedaria amb tu molt després que acabin els seus crèdits".

#### Violation
Un teaser del seu primer llargmetratge Violation es va mostrar al Cannes Marché du Film Online el juny de 2020. Violation, que es descriu com a "decididament fosca, potencialment perillosa i probablement trastornada" i "bolca el gènere de la venjança al capdavant", va ser seleccionada per a la iniciativa del festival de gènere "Fantastic 7" per destacar pel·lícules de gènere en set festivals internacionals de cinema. Violation es va estrenar al Festival Internacional de Cinema de Toronto del 2020 al programa "Midnight Madness". El crític Mike Crisolago l'ha nomenat una de les 30 pel·lícules que ja està "emocionat de veure". El crític de Now Toronto Norman Wilner la va anomenar "un gran augment de la seva combinació característica de ràbia i intensitat". The Guardian la va anomenar "un debut brutal i brillant". Segons el ressenyador de Variety  Tomris Laffley, "Malgrat algunes opcions difícils de fer, Madeleine Sims-Fewer i Dusty Mancinelli ofereixen un profund impacte amb la seva pel·lícula de debut." Violation va ser una elecció de la crítica del NY Times, i la crítica Lena Wilson va escriure: "Sims-Fewer és el més destacat, una amenaça quàdruple la intrepidesa de la qual fa que un protagonista passi d'una ximpleria d'ulls de daina a una dona al marge. Ella està en el seu millor oposat a Maguire, la seva dinàmica de germanes que oscil·la constantment entre la devoció i la competència.'
Sims-Fewer va guanyar dos Premis del Cercle de Crítics de Cinema de Vancouver a la millor actriu i a la millor pel·lícula. També va rebre dues nominacions al Canadian Screen Award als 9ns Canadian Screen Awards el 2021, a la millor actriu i al Premi John Dunning a la millor primera pel·lícula.

### Altres
Mancinelli també és membre del professorat de la Toronto Film School. Mancinelli va rebre el seu BFA en producció cinematogràfica a la Universitat de York i és un antic alumne del programa Features First del National Screen Institute.

## Filmografia
| Any  | Pel·lícula            | Gènere                  |
| ---- | --------------------- | ----------------------- |
| 2006 | Death to Charlie      | curtmetratge narratiu   |
| 2007 | P.U.R.E.              | curtmetratge narratiu   |
| 2009 | Soap                  | curtmetratge narratiu   |
| 2011 | Pathways              | curtmetratge narratiu   |
| 2012 | Broken Heart Syndrome | curtmetratge narratiu   |
| 2015 | Winter Hymns          | curtmetratge narratiu   |
| 2016 | The Big Crunch        | curtmetratge narratiu   |
| 2017 | Slap Happy            | curtmetratge narratiu   |
| 2017 | Detroit Blood         | curtmetratge documental |
| 2018 | Woman in Stall        | curtmetratge narratiu   |
| 2019 | Chubby                | curtmetratge narratiu   |
| 2020 | Violation             | pel·lícula de terror    |
| 2025 | Honey Bunch           | Thriller                |

## Reconeixements
- Winter Hymns - estrena mundial al Festival Internacional de Cinema de Vancouver,[3] projectat a més de 25 festivals de cinema[32]
  - Premi Ou d'Or al Festival Internacional de Cinema de Reykjavik[3]
  - Gran Premi del Jurat per a curtmetratges narratius al Slamdance Film Festival[3][33]
  - Millor curt, millor director i millor repartiment al Canadian Film Festival[3]

- Slap Happy - selecció oficial a 12 festivals de cinema, estrenada al Festival Internacional de Cinema de Montreal[34]

- Woman in Stall - selecció oficial de 14 festivals de cinema a tot el món[35]
  - Guanyador, Gran premi del jurat de curtmetratges narratius, Festival de cinema de Slamdance, 2019[35][36]
  - Nominada, Golden Sheaf, Millor pel·lícula d'estudiants, Festival de Cinema de Yorkton, 2019[35]
  - Guanyador, Premi del Jurat de Curtmetratges d'Estudiants de Narrativa, Festival de Cinema d'Austin, 2018[35]

- Chubby - selecció oficial a nou festivals, estrenada al Festival de Cinema de Telluride[37]
  - Guanyador, Premi Drac de Plata al millor director, pel·lícula de ficció Festival de Cinema de Cracòvia 2019[16][38]